# Жулдизький сільський округ
Жулди́зький сільський округ (каз. Жұлдыз ауылдық округі, рос. Жулдызский сельский округ) — адміністративна одиниця у складі Осакаровського району Карагандинської області Казахстану. Адміністративний центр та єдиний населений пункт — село Жулдиз.
Населення — 213 осіб (2021; 308 у 2009, 472 у 1999, 942 у 1989).
Станом на 1989 рік село Жулдиз перебувало у складі Мирної сільської ради ліквідованого Молодіжного району. До 2023 року сільський округ називався Звьоздним.